# Hewitsoniella
Hewitsoniella là một chi bướm ngày thuộc họ Bướm nâu.

## Các loài
- Hewitsoniella aenesius
- Hewitsoniella migonitis Hewitson, 1876
- Hewitsoniella trimaculatus